# 크라이스트처치 타운 홀

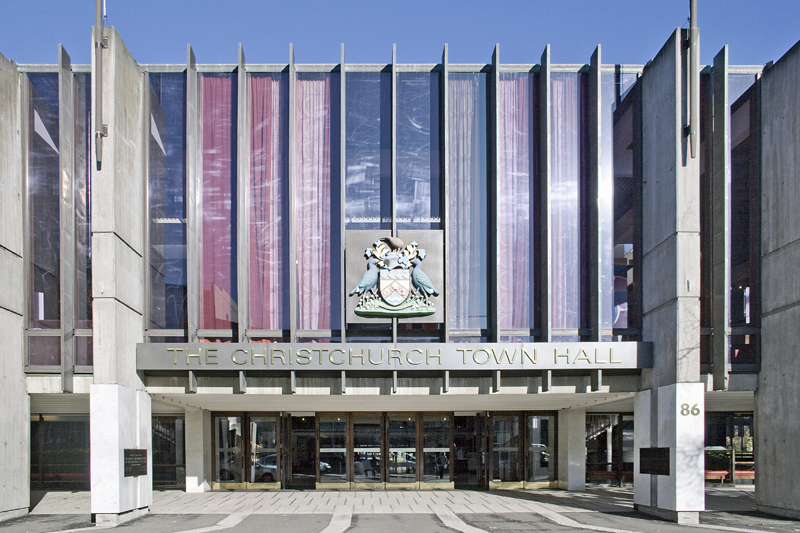
86 Kilmore Street (2)

크라이스트처치 예술의 전당으로 알려진 크라이스트처치 타운 홀은 뉴질랜드 남섬 캔터베리 지방자치지역의 크라이스트처치에 위치하고 크라이스트처치시에서 건립하여 1972년 개관하였다. 크라이스트처치의 명실상부한 예술의 중심의 역할을 하고있는 공연장으로 빅토리아 광장이 내려다보이는 에이번 강변에 있다.

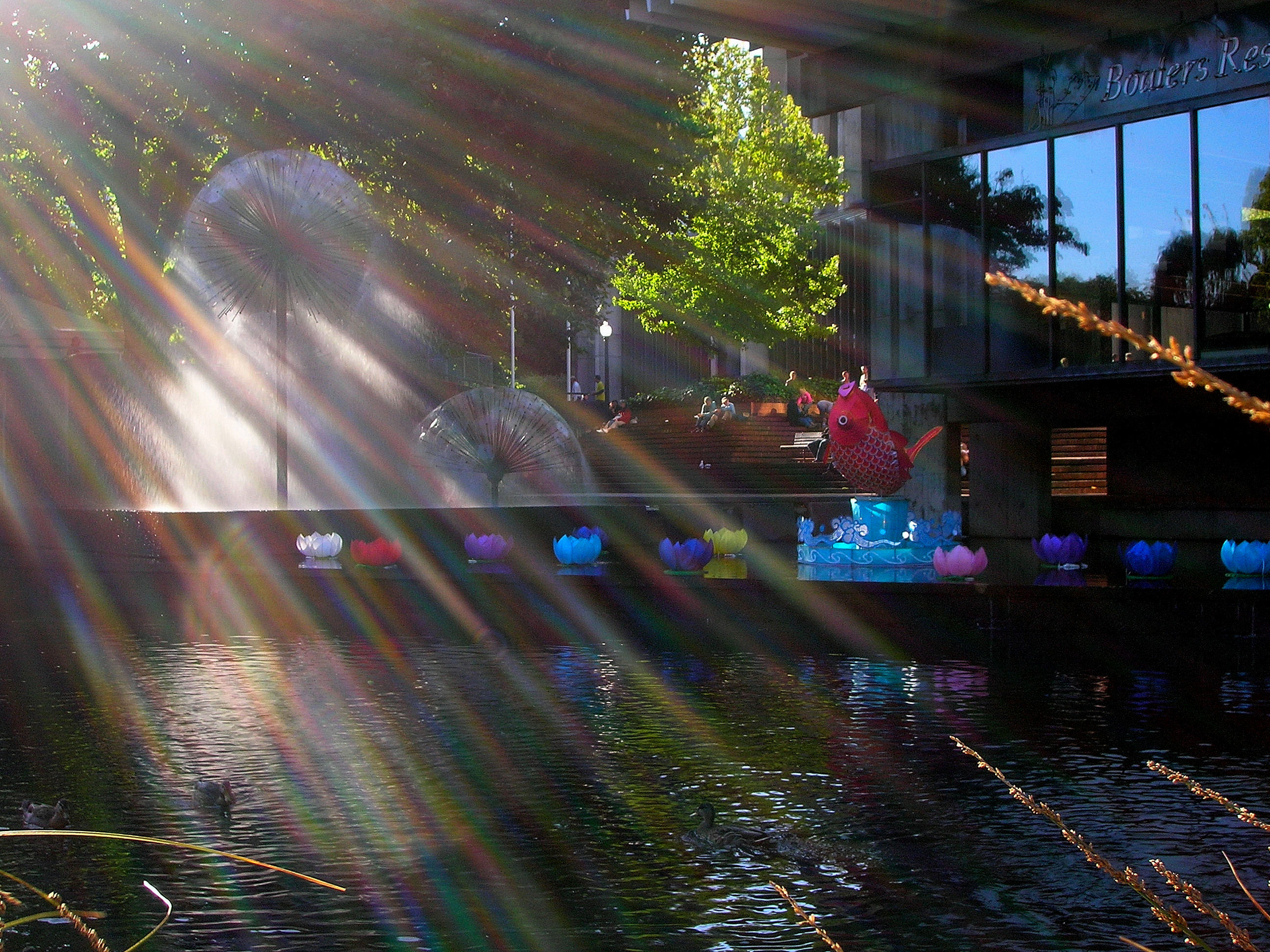
빅토리아 광장에서 바라본 크라이스트처치 타운 홀

1972년 교향악단 음악회, 리사이틀, 오페라, 발레, 연극, 뮤지컬 코미디, 버라이어티 행사, 포크·록·재즈 공연, 집회, 회의 등 다양한 공연과 행사를 수용하기 위해 ‘크라이스트처치 타운홀(Christchurch Town Hall)’이라는 이름으로 개관하였다.
크라이스트처치 교향악단, 크라이스트처치 시립합창단을 비롯해 여러 아마추어 극단이 상주한다. 다양한 시민 행사, 지역 문화·사업 행사, 쇼, 음악회 등이 열린다. 음향시설이 뛰어난 약 2,500명 수용 규모의 오디토리엄과 약 1,000명이 들어갈 수 있는 제임스 헤이 극장(James Hay Theatre)이 있다. 또한 공중통로에 의해 연결된 크라이스트처치 컨벤션센터를 보완하는 여러 개의 공간이 타운홀 내에 있다.

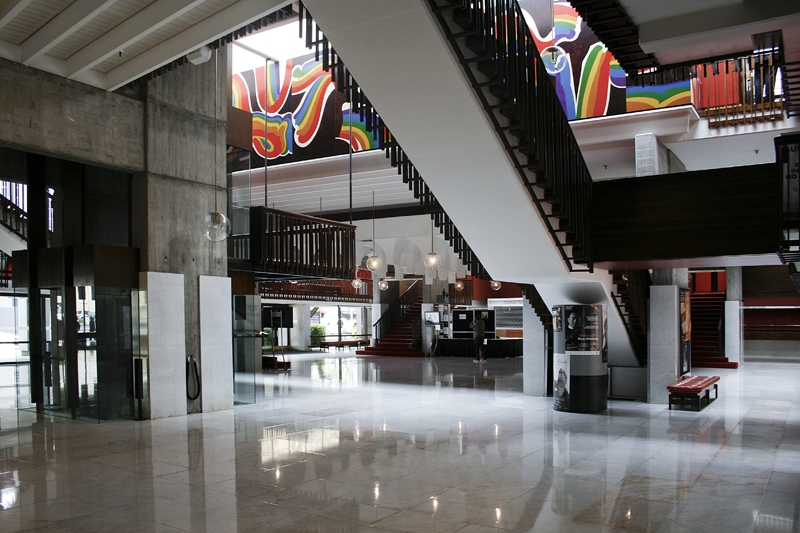
로비

그밖에 다용도 대형 공간인 506석 규모의 라임스 룸(Limes Room), 케임브리지 룸, 다양한 용도로 사용되는 2개의 콘퍼런스 룸이 있고 리거 파이프오르간(Rieger Pipe Organ)을 갖추었다. 크라운플라자호텔(Crowne Plaza Hotel)과도 공중통로로 연결된다.
이 곳 건너편에는 현재는 철거된 크라이스트처치 컨벤션 센터가 있다. 이 곳은 2011년 2월에 발생한 크라이스트처치 대지진으로 인해 큰 손상을 입었다. 그래서 크라이스트처치 타운홀은 최소한 2013년 말까지는 폐쇄된다. 시의회 의원은 대공연장을 제외한 모든 부분을 철거하기를 권장했지만, 2012년 11월의 회의에서 시의원들은 건물 전체를 재건할 것을 투표로 결정하였다.